# 布朗訴娛樂商業協會案
布朗訴娛樂商業協會案（Brown v. Entertainment Merchants Association），其前稱為施瓦辛格訴娛樂商業協會案（Schwarzenegger v. Entertainment Merchants Association）。 本案由美國聯邦最高法院審理，是裁決關於美國加州2005年制定的一項旨在阻止將暴力遊戲銷售給未經父母監督孩子的法律是否違憲的案件。 經投票，以七票贊成兩票反對的結果，最高法院支持了初審法院的判決，裁定電子遊戲為傳媒形式之一，故而受到美國憲法第一修正案的保護。

## 案件背景
早在1976年推出《死亡飛車》之前，不少電子遊戲當中就引入了暴力元素。例如：持械殺死一個敵人；摧毀一個建築；或者參與極其危險的汽車競賽。 隨著現代技術的發展，電子遊戲中的暴力元素越來越真實化。這導致不少未成年人受到電子遊戲中的暴力文化影響，在現實生活中開始出現不當的行為。不少學術研究試圖找出一些人的犯罪行為同他們玩電子遊戲行為之間的聯繫，有些研究表明這種聯繫是存在的； 但是另外一些研究者則認為兩者之間並無直接聯繫。 如在1999年的科倫拜校園事件中，有人認為兇手的暴力行為與電子遊戲之間就存在潛在的聯繫。 這件事引起了許多團體、政客及家長的關注，他們紛紛要求制定對電子遊戲銷售的監管法律，以禁止將這些電子遊戲出售給未成年人。 在本案訴訟期間及之前，美國娛樂軟件協會就試圖推翻密歇根州  和伊利諾伊州 所指定的旨在禁止向未成年人銷售暴力電子遊戲的法律。由於這些法律存在違憲或對言論監管過嚴的紕漏，故而美國娛樂軟件協會贏得了判決， 而且這些州並沒有就此提起上訴。 在2006年美國娛樂軟件協會訴福蒂案中，美國娛樂軟件協會再度擊敗了路易斯安那州關於禁止向未成年人出售暴力遊戲的法律。
為了消除不斷增加的投訴，美國遊戲行業開始考慮制訂行業自律條款。1994年，美國娛樂軟件分級委員會成立。 娛樂軟件分級委員會類似美国电影协会，是一個自願參加并進行行業自律的組織。在遊戲出版商正式發售遊戲軟件之前，他們會將遊戲提供給該委員會審查，以制訂一個合適的等級，使之符合一部份年齡層的需求。而遊戲經銷商自願遵守該委員會的評級，避免將過於成人化的遊戲銷售給未成年人。由於大多數的經銷商拒絕在銷售未經評級的遊戲，故而在美國出版的大部份遊戲都必須接受娛樂軟件分級委員會的評級。 2005年，在希拉里·克林頓、埃文·贝赫和喬·李伯曼等參議員推動下，《家庭娛樂保護法案》獲得通過。該法案將娛樂軟件分級委員的分級制度置於美國聯邦貿易委員會的強制標準之下，規定有權處罰那些將成人級遊戲出售給未成年人的行為。但是這項法案在參議院並沒有制定清晰的條款。在2000年至2005年之間，由於委員會努力提高經銷商在執行分級標準的嚴格性，故而緩和了輿論對於出售成人遊戲給未成年人的指責。在一份由聯邦貿易委員會在2011年發佈的報告指出，娛樂軟件分級委員會有效遏制了暴力遊戲向未成年人的擴散，成人遊戲向未成年人出售的比例下降了87%。 在其他國家也有類似的電子遊戲評級機構，例如：英國電影分級委員會、澳大利亚分级委员会和日本的電腦娛樂分級機構。

## 加州所制定的禁止法律

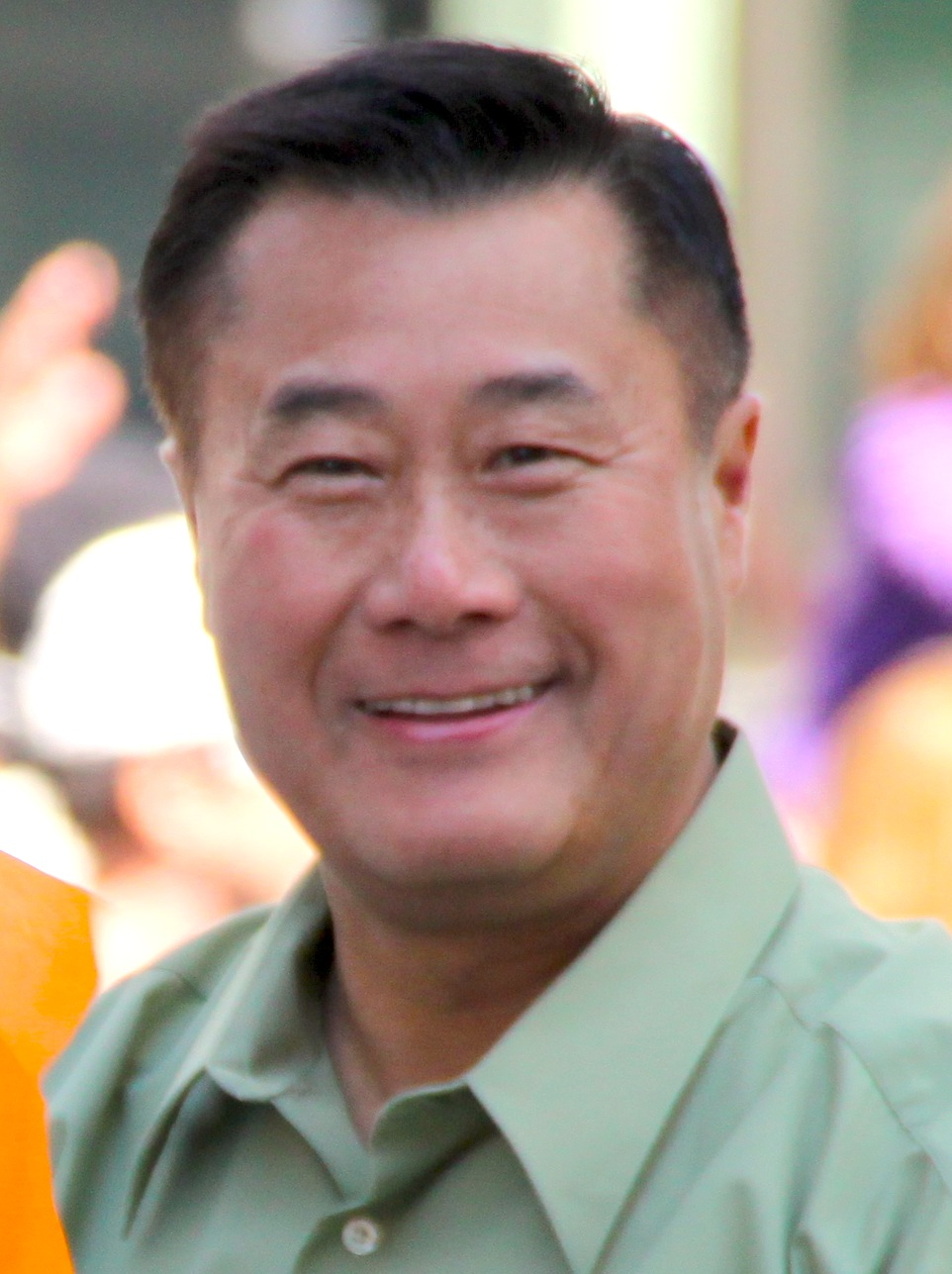
加州州參議員余胤良在AB1179法案辯論時。

2005年，美國加州立法機關通過由加州州參議員余胤良所倡議的AB1179法案，該法案要求所有遊戲零售商不得向未滿18歲的未成年人出售暴力遊戲，同時要求生產商在暴力遊戲軟件包裝上張貼比現行娛樂軟件分級委員會分級制度更醒目的警示標籤。違者將被處以最高1000美元的罰款。關於如何定義“暴力遊戲”，該法案借鑒了美國最高法院關於色情定義的“米勒测试”，認為只要符合相關的三條定義就不屬於第一修正案的保護範疇。 該法案於2005年10月由時任加州州長施瓦辛格簽字同意， 幷於2006年1月生效。
這是余胤良參議員第二次提出試圖阻止向未成年人銷售電子遊戲的法案，余參議員的兒童心理學家背景使得他相信暴力事件與電子遊戲之間有著必然的聯繫，他相信政府方面像對待色情作品那樣有強烈的興趣試圖限制電子遊戲對未成年人的銷售。 2004年，余胤良便提出了要將成人類電子遊戲與普通電子遊戲分開銷售的提案。雖然該提案最終成為AB1793法案，但是該法案的執行力度並不如預期。法案只要求成人級遊戲只需要將ESRB分級醒目展示，同時向購買者父母提供相關資料即可。

## 訴訟過程

### 地方法院初審
在施瓦辛格簽署加州AB1179法案之後，娛樂軟件協會和電子遊戲經銷商協會（即現在的娛樂商業協會）便開始著手通過訴訟推翻該項法案。兩協會害怕“暴力遊戲”的定義會對年輕的玩家造成消極影響，并有可能損害整個電子遊戲行業。 電子遊戲經銷商協會就此入稟美國加州北區地方法院，隨後娛樂軟件協會加入到訴訟中，兩協會很快便在2005年12月申請到了針對AB1179法案的禁止令。審理此案的法官羅納德·M·懷特說：“原告已經表明該法案賦予政府的權力有嚴重的問題，首先禁止未成年人購買暴力遊戲違反了第一修正案，其次立法機關並未證明未成年人的暴力傾向與他們購買的遊戲有必然的直接聯繫。” 2007年8月，懷特法官最終裁決原告勝訴，認為加州該法案違反了“第一修正案”，同時在暴力行為和暴力遊戲之間沒有必然的因果關係。

#### 加州上訴

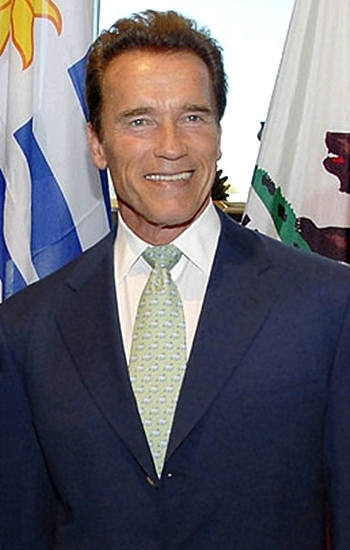
時任加州州長施瓦辛格領導了上訴。

時任加州州長施瓦辛格在地方法院做出裁決之後，聲稱自己將“大力捍衛該法案”，並且表示自己和加州人民“有責任保護自己的孩子和社區遠離暴力遊戲的影響”。 第九上訴法庭在2009年確定接受該上訴。

### 上訴法院二審
考慮到法律的合憲性，第九巡迴法庭決定在上訴審判期間，將該“法律”（Law）稱之為“法案”（Act）。

#### 法庭裁決
第九巡迴法庭支持了地方法院的判決，并作出如下裁定：
1. 該法案是基於“推定無罪”原則上對言論進行了限制，所以可以證實電子遊戲受到了當局的嚴格審查，而這種審查與“金斯伯格訴紐約州案”中關於“淫穢內容”的定義標準是不同的。[27]
2. 該法案明確違反了第一修正案所保護的公民權利，當局沒有對賦予他們的權力給出一個令人信服的理由，同時也沒有對這個權力的運用做出一個令人信服的限制。該法案缺乏有效的監督審核機制，將無法對當局進一步運用權力做出限制。[28]
3. 該法案是在違反第一修正案之下要求電子遊戲產業只能享有“受限的言論自由”，言論自由是不應該受到任何限制的，而加州的法案卻明顯存在這方面的爭議。[28]

#### 相關討論
基於上訴人在上訴中的讓步，第九巡迴法庭首先討論了電子遊戲經銷商協會的說法，他們認為加州的禁止法案在廣義上違反了美國憲法，故而應該是無效的。然而該法案中存在一個可分割性條款，所以法庭在判決中會採納“國際酒店飯店雇員聯盟訴戴衛斯案”中的先例。 法院認為，關於“暴力電子遊戲”的定義，在字面意義和實際執行標注上是可以分割的。因此，作為另一種定義的“暴力電子遊戲”可以從法案條文中刪除，從而使得該法案可以繼續保留下來。 同時法庭也認為關於“暴力”的定義應當從法案中分割出來，因為這種定義不符合相關法律的規定，進而會導致法案無效。 法院認為加州立法機關在制定該法案的時候不夠嚴謹，故而有違憲的嫌疑。
法庭接下來討論的是，只有符合什麽樣的標準才適用該法案。上訴人堅持在“金斯伯格訴紐約州案”中關於“過度淫穢”的定義應當得到採用。 但是法院認為“過度淫穢”這樣的定義並不適用於暴力。在“金斯伯格案”中，原裁決作出了諸多限制，認為“金斯伯格案”中的相關定義只符合與性有關的內容，而不包括暴力內容。法院拒絕延伸關於“過度淫穢”的定義，將這樣的標準適用於暴力內容上，從而成為一種變相的內容審查機制。
法院認為任何“基於內容審核的規章制度的前提要素應當是‘推定無罪’”， 因此加州法案要想得以生存，必須符合兩個條件：
1. 必須對當局運用該法案的權力進行有效的限制和監督體制；
2. 如果有一個限制更少的內容審查方式能達到當局所說的目的，那麼加州立法機關必須採用該替代方式。[33]

之所以最終裁決該法案無效，首先，法院表示他們沒有看到政府限制暴力電子遊戲與兒童受到暴力電子遊戲傷害之間存在必然的聯繫。法院認為當局必須有確實的證據來證明，而不是推測認為暴力電子遊戲對兒童造成了傷害。 但是在本案中，上訴方（即加州當局）並沒有這樣做，他們僅僅依靠幾份研究報告就做出該法案是有缺陷的。 雖然各州有權制定法律保護未成年人的心理和大腦不受損害，但是卻無權制定法律去控制未成年人的思想。其次，法院認為當局並無意願用限制更少的方式來替代現有方式。例如在事實上，電子遊戲生廠商和經銷商都遵守了娛樂軟件分級委員會的分級制度，而這個分級制度有效地保護了未成年人，使之能玩與他們年齡相符合的遊戲內容。 這是一個明顯可以替代現有法案的限制較少的方法，而且這個方法與法案所期待的效果是一樣的。
法院還評估了該法案所要求的標籤制度，規定遊戲生廠商必須在封面張貼醒目的“暴力電子遊戲”字樣是違憲的。通常來說，言論自由就是允許人們可以不說政府要求必須說的話。 法院還認為該法案迫害商業行為的一點是，法案要求遊戲生廠商和經銷商將“純粹的事實和爭議的內容”列入廣告中。 但是該法案並沒有一個標準來判斷“不張貼暴力電子遊戲標籤”就是“不公開相關事實”。所以，法院裁定該法案違憲。

## 最高法院終審
施瓦辛格州長再度將此案上訴至美國聯邦最高法院，尋求推翻第九上訴法院的裁決。上訴的令狀於2009年5月遞送至最高法院，最高法院同意就此案展開聽證會。 事實上，最高法院同意接受此案的審理是非常令人震驚的。在加州之前，已經有不少州禁止或限制銷售暴力電子遊戲的法案被推翻。 分析人士指出，最高法院受理此案將有利於解決在第一修正案下言論自由與言論審查之間的尺度問題，例如在向未成年人宣揚色情、暴力等內容的時候，是否適用於第一修正案。 就在最高法院受理此案前，最高法院要求修改在“美國聯邦訴斯蒂文斯案”中一些對於動物虐待行為的描述。一些分析人士認為，這表明的最高法院傾向於對暴力遊戲進行一定的限制。
就加州的上訴，娛樂消費者協會推出了在線請願系統，召集法院之友為最高法院審理此案提供一些附加信息。 進步與自由基金會與电子前哨基金会也共同提交了一份法院之友文書，認為根據一些社會研究，《超級瑪利歐》遊戲也是暴力遊戲。它跟《太空飛鼠》和《土狼大戰飛毛腿》等作品一樣，動過動畫的形式展現暴力因素，對公眾產生了消極的影響。 遊戲生產商微软和动视暴雪則支持娛樂軟件協會。 同樣的，音樂、影視及出版行業的相關組織，例如：全美廣播事業者聯盟、美国电影协会、全美有線電視與通訊聯合會和音樂未來基金會都支持最高法院廢除加州的禁止法律。因為他們擔心一旦該法獲得美國憲法的承認，勢必導致他們自身的言論自由權利被損害。 此外一些民權運動組織，例如：美國公民自由聯盟、全美反對言論審查聯合會和全美青少年人權聯盟也提交了他們的法院之友文書。
加州及其他被廢除相關暴力遊戲禁止法律的十州也提交了一份法院之友文書，認為他們此舉是“保護兒童利益和幫助他們的父母”，但是他們各自所屬的地方法院卻阻止他們這樣去做。 同時加州也得到了加州兒科學會、加州心理學會、公眾意識媒體組織（Common Sense Media）和伊格爾論壇（ ）的支持。
本案的法庭辯論時間在2010年11月2日舉行。法官詢問加州的辯護律師，如何區別電子遊戲與電影、漫畫作品，認為電子遊戲不屬於言論自由範圍。大法官安東寧·斯卡利亞想知道，如果法案中關於“暴力”的模糊定義得到通過，那麼這個定義是否也同樣適用於《格林童話》。 同樣的法官也向娛樂軟件協會及其他被上訴團體指出，在加州和其他州也有一些優先保護兒童免受某種形式暴力的法律，而且這些法律比加州的禁止暴力遊戲法案更加嚴苛。 首席大法官約翰·格洛佛·羅伯茨更是指出，雖然為了保護孩子免受暴力遊戲的傷害，遊戲開發商提供了一些技術措施，但是“任何一個13歲的小孩卻只需要5分鐘就可以繞開這些保護”。 幾個問題集中在遊戲《喋血街頭2》上，這是一個允許玩家對NPC做出侮辱動作，以及可以在遊戲中縱火等暴力行為的遊戲。 最高法院的法官們一直認為，在通常情況下，如果加州的禁止暴力遊戲法案要獲得通過，就必須在“第一修正案的原則下建立一個有關暴力內容新表現方式的法律解釋”。

### 最終裁決

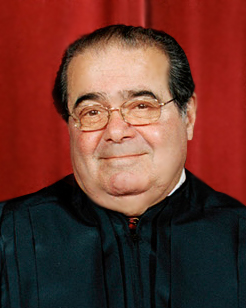
大法官安東寧·斯卡利亞閣下為本案撰寫主要觀點。

2011年6月27日，美國聯邦最高法院以“七票對二票”的結果裁定加州禁止銷售暴力遊戲的法案違反了美國憲法第一修正案和第十四修正案，因此推翻該法案的相關規定。大法官安東寧·斯卡利亞閣下為本案撰寫裁決書的主要觀點，并得到了其他四位大法官的連署同意。其主要觀點是：
|  | 一個最重要的基本原則就是政府沒有權力去限制他人在觀點、觀念、題材和內容上的不同表達，除了歷史上少數幾個不受保護的言論，例如淫穢、煽動言論。但是立法機關不能創造一個新的不受言論自由保護的類別，簡單地判斷某一類價值觀是否不受保護然後懲罰那些未能符合標準的言論。 |

斯卡利亞大法官也認為雖然各州可以根據1968年“金斯伯格訴紐約州案”制定法律阻止未成年人接觸到色情內容，但是“暴力內容不是色情內容”，因此對暴力內容的審查是違法的。 該判決書還指出，電子遊戲就像格林兄弟所編寫的童話故事一樣，給孩子閱讀的版本是“不含血”的。 判決書中還將電子遊戲與經典著作《神曲》做比較，“儘管（電子遊戲）可能對社會沒有任何貢獻，但是它們將和文學一樣享受到最好的言論自由。” 斯卡利亞的判決書也肯定了娛樂軟件分級委員會的工作，認為他們的成熟分級體制有效控制了暴力遊戲向未成年人出售的行為。 法院認為，從證據上看，暴力遊戲並沒有對兒童造成直接的影響。 判決書引用一份醫療報告說，《兔八哥》同樣也能對兒童造成不良影響，就像《刺猬索尼克》和槍械圖畫一樣。
塞繆爾·阿利托大法官撰寫了一個獨立的同意報告支持安東寧·斯卡利亞大法官等人的意見，這份報告得到了首席大法官約翰·格洛佛·羅伯茨的連署同意。雖然阿利托大法官認為憲法更適用於加州法律，而且也相信“金斯伯格案”中的判決有更廣泛的延伸，但是他質疑加州在執行這種延伸的時候對待色情內容和暴力內容執行了雙重標準。 他同時寫道，他不能確定暴力遊戲與兒童所受的影響完全沒有聯繫，“玩暴力電子遊戲的感受可能與看電視、電影和讀書、聽廣播有完全的不同”，並且他認為這一判決“不會壓制一些處理正在發生的嚴重的社會問題的立法工作”。
克拉倫斯·托馬斯大法官和史蒂芬·布雷耶大法官則提出了相反的意見。托馬斯大法官認為，從歷史上看，美國的開國元勳們所指定的第一修正案所保護的內容“不包括未經父母或監護人同意，向孩子灌輸某種內容的權利或由孩子另外接受某種內容的權利”。 布雷耶大法官在他獨立的報告中指出，他關心的是此次裁決結果與早前的金斯伯格案及米勒案相衝突。他對比了在公共場合銷售裸體雜誌和暴力遊戲的區別，說：“（我不認為）保護將暴力遊戲銷售給13歲小孩的權力比禁止向他們出售色情雜誌的權力更有積極意義，難道看一個被捆綁或使用口枷的女人比折磨她甚至殺死她要嚴重許多嗎？” 布雷耶大法官進一步指出“本案不是關於新聞審查問題，而是教育問題”，認為這是政府立法在讓家長替孩子做決定，是“提高政府和家長在教育孩子之間的合作”。同時他也認為“加州的法律其實相對於其他審查制度已經溫和了許多”。 布雷耶大法官在他的報告中對聯邦貿易委員會於2011年發佈的一份報告表示關注，該報告指出即便在現有的行業自律規範下，仍有20%的未成年人可以購買到成人遊戲，其中一半的案件發生在全國級的連鎖店裡。

### 判決反響
該判決得到了電子遊戲產業的熱烈歡迎，娛樂軟件協會首席執行官迈克尔·加拉格尔說“法庭的判決說明對遊戲內容的審查是違憲的，父母和政府官員沒有權力去決定什麽對孩子是適當的”。 娛樂商業協會的博·安德森說：“現在不再有關於電子是否應當享有如同書籍、電影、音樂或其他娛樂方式那樣保護的論戰了。”美国艺电CEO约翰·里奇蒂耶洛說這次判決“肯定了遊戲開發者的憲法權利”。 其他娛樂產業，例如美國電影協會也表達了對判決的支持，協會主席、前美國參議員克里斯‧多德說電影行業已經感受到了言論限制所帶來的弊端，“我們很高興地看到最高法院意識到加州（禁止銷售暴力遊戲）法給第一修正案所帶來的深遠影響”。
而在另一個陣營，作為推動加州立法禁止銷售暴力遊戲的關鍵人物，美國加州參議員余胤良則聲稱“（最高法院的）判決是完全錯誤的，它允許遊戲行業將他們的利益建立在家長和兒童的福祉之上”。 余參議員表示他將反思這些反對意見，并在新的法案中引入一些符合憲法規定的條款。他表示“這是令人失望的事情！最高法院沒有意識到這些遊戲是多麼的暴力！” 公眾意識媒體組織的詹姆斯·史戴尔批評了最高法院的這一判決，他說：“如果父母都無法判斷暴力遊戲是否適合自己的孩子，那麼成千上萬的孩子又有什麽能力去判斷這些遊戲是否適合自己呢？” 代表伊格爾論壇和法律辯護基金向最高法院提交文書的安迪·施拉夫利嚴厲批評了最高法院中支持推翻法律的多數意見，認為“法庭所做的最新忽視家長權力就是一個伴隨技術快速進步的臨陣磨槍行為”。 《華盛頓郵報》認為加州所制定的法律“沒有侵犯任何成年人的權利”，而限制未成年人購買暴力遊戲是非常合理的，甚至遊戲產業的從業人員也意識到這是不合適的。隨著今後立法的高標準，遊戲行業將有責任對其銷售行為進行自律。
分析人士指出，雖然這次判決是電子遊戲產業界的一個重大勝利，但是遊戲產業所面臨的挑戰還沒有結束。遊戲產業分析公司樂博的合夥人之一，丹·奧夫那相信聯邦政府和州政府正興致勃勃地推動類似法律的立法工作，“無論是聯邦貿易委員會，還是各州政府，對成人遊戲的控制都將會是一個熱門議題。” 其他分析師也指出，隨著遊戲的銷售從實體店轉向網絡，未來的重點將更多的是兒童的“隱私和安全”，以及如何防止兒童為付費遊戲過度消費。這裡指的就是由於洩漏未成年人隱私，而不得不支付三百萬美元的和解金。 娛樂商業協會的肖恩·伯塞尔指出未來輿論上，有關暴力遊戲的辯論可能會從涉及到新的立法工作。他也指出“由於出版商和父母的壓力，零售商將不得不用更大的努力來讓孩子遠離這些遊戲”。 《紐約時報》的塞斯·施瑟尔認為法庭的裁決對遊戲行業是一個機遇，關於遊戲是一種藝術形式的論點已經變得成熟起來。同時他也詢問遊戲產業“你們已經做好選擇了嗎？或者利用這個機會掩護你們製作那些次品的行為，或者利用這個機會提升你們在公眾前的地位？” 施瑟尔也指出，隨著體感遊戲控制器的推出，將會有越來越多的體感遊戲出現。而這些遊戲中的暴力行為對遊戲者本身將有更大的體驗感，可能會因此造成更大的影響。

## 外部連結
- 美國聯邦最高法院關於布朗訴娛樂商業協會案的判決 （页面存档备份，存于） （英文）
- 美國聯邦最高法院2010年11月2日關於本案的聽證會全文 （英文）
- 美國聯邦最高法院博客 （页面存档备份，存于） （英文）
- 美國聯邦最高法院關於本案的判決書 （页面存档备份，存于） （英文）